# Liechtenstein op de Olympische Zomerspelen 2020
Liechtenstein nam deel aan de Olympische Zomerspelen 2020 in Tokio, Japan.

## Atleten
Hieronder volgt een overzicht van de atleten die zich reeds hebben verzekerd van deelname aan de Olympische Zomerspelen 2020.
| sport            | mannen | vrouwen | totaal |
| ---------------- | ------ | ------- | ------ |
| Judo             | 1      | 0       | 1      |
| Synchroonzwemmen | 0      | 2       | 2      |
| Zwemmen          | 1      | 1       | 2      |
| totaal           | 2      | 3       | 5      |

## Sporten

### Judo
Mannen
| atleet               | onderdeel | eerste ronde         | tweede ronde         | derde ronde          | kwartfinale          | halve finale         | herkansing           | finale / BM          | finale / BM    |                |
| atleet               | onderdeel | tegenstander uitslag | tegenstander uitslag | tegenstander uitslag | tegenstander uitslag | tegenstander uitslag | tegenstander uitslag | tegenstander uitslag | rang           |                |
| -------------------- | --------- | -------------------- | -------------------- | -------------------- | -------------------- | -------------------- | -------------------- | -------------------- | -------------- | -------------- |
| Raphael Schwendinger | −90 kg    | n.v.t.               | bye                  | Brown V 00-11        | niet geplaatst       | niet geplaatst       | niet geplaatst       | niet geplaatst       | niet geplaatst | niet geplaatst |

### Synchroonzwemmen
| atlete                           | onderdeel | technische routine | technische routine | vrije routine (voorronde) | vrije routine (voorronde) | vrije routine (voorronde) | vrije routine (finale) | vrije routine (finale)    | vrije routine (finale) |
| atlete                           | onderdeel | punten             | rang               | punten                    | totaal (technisch + vrij) | rang                      | punten                 | totaal (technisch + vrij) | rang                   |
| -------------------------------- | --------- | ------------------ | ------------------ | ------------------------- | ------------------------- | ------------------------- | ---------------------- | ------------------------- | ---------------------- |
| Lara Mechnig Marluce Schierscher | duet      | 83,2489            | 16                 | 83,0333                   | 166,2822                  | 17                        | niet geplaatst         | niet geplaatst            | niet geplaatst         |

### Zwemmen
Mannen
| atleet          | onderdeel        | series  | series | halve finale   | halve finale   | finale         | finale         |
| atleet          | onderdeel        | tijd    | rang   | tijd           | rang           | tijd           | rang           |
| --------------- | ---------------- | ------- | ------ | -------------- | -------------- | -------------- | -------------- |
| Christoph Meier | 200 m wisselslag | 2:04,34 | 44     | niet geplaatst | niet geplaatst | niet geplaatst | niet geplaatst |
| Christoph Meier | 400 m wisselslag | 4:25,17 | 28     | niet geplaatst | niet geplaatst | niet geplaatst | niet geplaatst |

Vrouwen
| atleet        | onderdeel         | series   | series | halve finale | halve finale | finale         | finale         |
| atleet        | onderdeel         | tijd     | rang   | tijd         | rang         | tijd           | rang           |
| ------------- | ----------------- | -------- | ------ | ------------ | ------------ | -------------- | -------------- |
| Julia Hassler | 400 m vrije slag  | 4.06,98  | 12     | n.v.t.       | n.v.t.       | niet geplaatst | niet geplaatst |
| Julia Hassler | 800 m vrije slag  | 8.26,99  | 12     | n.v.t.       | n.v.t.       | niet geplaatst | niet geplaatst |
| Julia Hassler | 1500 m vrije slag | 16.12,55 | 16     | n.v.t.       | n.v.t.       | niet geplaatst | niet geplaatst |